# 我的美丽人生
《我的美丽人生》是中央电视台黄金时段播放的一部电视剧。该剧是《媳妇的美好时代》的姊妹篇，讨论了80后、农民工等议题，关注普通人的生活，取得了同期收视率第一名。
该剧讲述农村姑娘王小早（马苏饰）到城里做保姆，一开始在倪根发（舒耀宣饰）、张会计（张芝华饰）家中处处碰壁，他俩小气、喜欢刁难人，而他们家的儿媳妇赵一婷（梁馨饰）与二老长期不睦，儿子倪刚（李坤霖饰）则两头难做人。一婷之母李梅（柏寒饰）刚刚丧夫。为了多挣钱，她又同时替台湾富商邱笑天（林津峰饰）及李梅做钟点工。笑天之女婉宁因缺少母爱而性格古怪，但在与小早的长期相处中被其感化。一次小早偶遇失意的服装设计师金波（黄海波饰），两人开始老闹矛盾，但后来渐渐相爱，但金波之母、老保姆吴巧保（李明启饰）看不起小早的出身，对他俩的感情百般阻挠。而金波的前女友、富家千金任甜甜（朱墨饰）则与商人成功（汪俊饰）发展一段婚外恋，最后无果而终。一婷之妹赵又玲（杜薇饰）经相亲与笑天结识，初时笑天不满又玲对保姆的歧视，后又玲经小早开导与笑天和好。小早离开笑天家后，其原来室友刘燕儿（童唯佳饰）接替她给笑天做保姆，却时常揩油，但笑天的诚恳最终使她感化。一婷也在小早等人调解下与婆家和解，还怀上了孩子。小早最终感化了巧保，并开起了自己的家政公司，与金波修成正果。
黄海波在剧中饰演的金波不同于以往的角色，他对母亲充满依赖、颇为女性化，但又有着质朴、执着的品质。而马苏饰演的小早虽然出身低位，但很有韧性，善解人意，被观众评为“最喜爱角色”，还成为“最佳媳妇”代言人。
台灣wintv台灣HD戲劇于2014年8月4日播出。

## 节目变迁
| 中国中央电视台综合频道 黄金剧场 周一到周日 20:00 - 22:00 | 中国中央电视台综合频道 黄金剧场 周一到周日 20:00 - 22:00 | 中国中央电视台综合频道 黄金剧场 周一到周日 20:00 - 22:00 |
| -------------------------------------------------------- | -------------------------------------------------------- | -------------------------------------------------------- |
|                                                          | 我的美丽人生 （2010.8.14 - 2010.8.29）                   |                                                          |
| 江姐 （2010.7.29 - 2010.8.12）                           | 永不消逝的电波 （2010.8.31 - 2010.9.18）                 |                                                          |